# Grigore Tinică
Grigore Tinică (n. 9 noiembrie 1960, Cușmirca, Republica Moldova) este un chirurg cardiovascular și profesor universitar, activ la Institutul de Boli Cardiovasculare „Prof. Dr. George I.M. Georgescu” din Iași. Activitatea sa se remarcă prin implementarea unor tehnici inovatoare în tratamentul afecțiunilor cardiovasculare și prin colaborarea strânsă cu instituții medicale din România și Republica Moldova.

## Biografie și educație
Grigore Tinică a absolvit Universitatea de Stat de Medicină și Farmacie „Nicolae Testemițanu” din Chișinău în anii '80. Ulterior, și-a continuat specializarea în chirurgie cardiovasculară la Institutul „C.C. Iliescu” din București și în centre medicale de prestigiu din Europa și Statele Unite, experiență care i-a permis adoptarea unor proceduri moderne în domeniu.

## Carieră profesională
După o perioadă de activitate la Spitalul Fundeni din București, în anul 2000 s-a stabilit la Iași, preluând conducerea Institutului de Boli Cardiovasculare „Prof. Dr. George I.M. Georgescu”. Sub coordonarea sa, institutul a devenit un reper în chirurgia cardiovasculară din România. Printre tehnicile introduse se numără:
- Revascularizarea transmiocardică cu laser, o metodă ce oferă noi opțiuni pentru pacienții cu boli coronariene severe;
- Utilizarea oxigenării extracorporale cu membrană (ECMO), utilizată pentru susținerea funcției cardiace și pulmonare în intervenții complexe;
- Aplicarea adezivului biologic BioGlue, folosită pentru sigilarea țesuturilor în timpul intervențiilor chirurgicale.

## Activitate științifică și didactică
Pe lângă activitatea clinică, Dr. Tinică este implicat activ în cercetare și în formarea noilor specialiști:
- Este profesor la Universitatea de Medicină și Farmacie „Grigore T. Popa” din Iași;
- A publicat peste 200 de lucrări de specialitate în reviste de renume și la conferințe naționale și internaționale;
- A fost președinte al Societatea Română de Chirurgie Cardiovasculară și este membru activ în organizații internaționale, cum ar fi Euro-Asian Bridge Society for Cardiovascular and Thoracic Surgery.

## Recunoașteri și distincții
Dr. Tinică a fost distins pentru contribuțiile sale în domeniul chirurgiei cardiovasculare:
- În 2015, a primit titlul de Doctor Honoris Causa din partea USMF „Nicolae Testemițanu” din Chișinău;
- Este membru titular al Academiei de Științe Medicale din România, al Academiei Oamenilor de Știință din România și al Academiei de Științe a Moldovei;
- Alte premii și recunoașteri internaționale atestă activitatea sa în inovarea tehnicilor chirurgicale.

## Colaborări internaționale și legături cu Republica Moldova
Tinică promovează colaborarea între instituțiile medicale din România și Republica Moldova. A participat la evenimente menite să întărească legăturile științifice și culturale între cele două țări, printre care se numără inaugurarea monumentului Reginei Maria la Chișinău și lansarea volumului biografic „Grigore Tinică – cu inima în palmă”.

## Publicații și cercetare
Conform profilului său de pe ResearchGate, Dr. Tinică a coordonat și a colaborat la numeroase proiecte de cercetare internațională, contribuind la dezvoltarea tehnicilor moderne în chirurgia cardiovasculară.